# تاليسيو (آن)
تاليسيو (بالفرنسية: Talissieu)‏ هي بلدية فرنسية تقع في إقليم الآن في فرنسا. رمز إنسي لها هو:1415. أما الرمز البريدي لها فهو: 1510.